# Mahindra Racing
Mahindra Racing é uma equipe de automobilismo indiana de propriedade da fabricante de automóveis indiana Mahindra & Mahindra. Foi o primeiro construtor da Índia a participar no Campeonato do Mundo FIM MotoGP em 2011, no CIV — Campeonato Nacional Italiano de Motociclismo em 2012 e no Campeonato Internacional FIM CEV em 2013. Em 2014, a Mahindra Racing também se tornou uma das dez fundadoras — e a única equipe indiana — a competir no Campeonato de Fórmula E da FIA.

## História

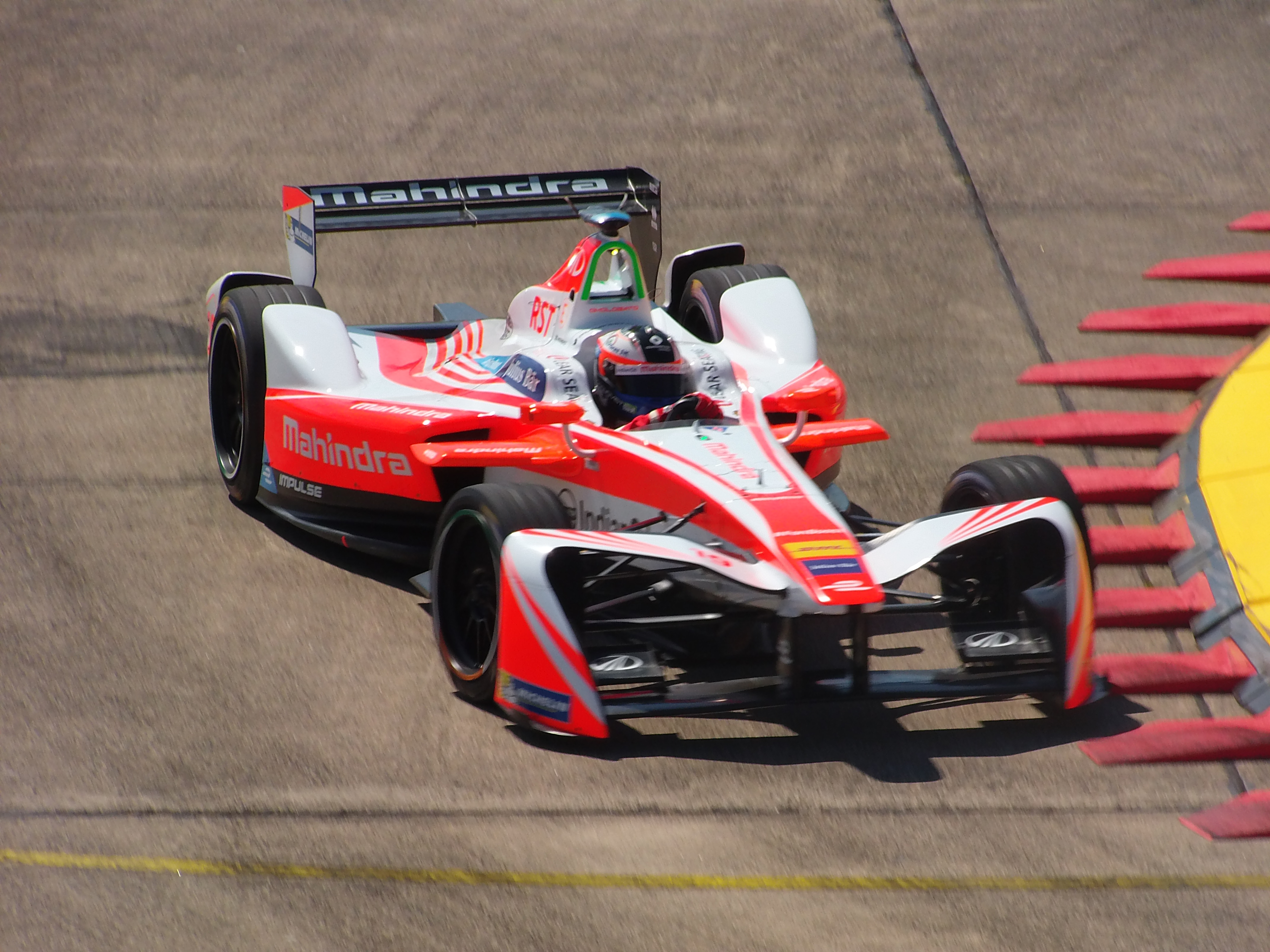
Felix Rosenqvist no ePrix de Berlim de 2017.

A Mahindra Racing foi fundada em 2011. Em 28 de novembro de 2013, foi anunciado que a equipe ingressaria na temporada inaugural da Fórmula E, um campeonato para carros movidos exclusivamente a energia elétrica. Com isso, a Mahindra Racing se tornou na oitava equipe a ingressar na categoria.
A partir da temporada de 2015–16, as equipes foram autorizadas a desenvolver seus próprios trens de força de forma independente, com a Mahindra passando a construir seu próprio trem de força, o M2Electro, para alimentar seus carros elétricos de corrida. O M2Electro impressionou desde o início, com Nick Heidfeld conquistando o primeiro pódio da equipe na rodada de abertura em Pequim. Bruno Senna conquistou o segundo lugar no pódio na primeira das duas corridas finais da temporada em Londres. O M2Electro também impressionou pela sua eficiência e confiabilidade, contribuindo para sete pontos duplos ao longo da temporada.
O novato Felix Rosenqvist juntou-se a Mahindra Racing como companheiro de equipe de Heidfeld para a temporada de 2016–17. A equipe desenvolveu o seu novo trem de força, o M3Electro, que provou ser um pacote competitivo, levando a equipe à sua primeira vitória com de Rosenqvist no ePrix de Berlim de 2017. A equipe também conquistou mais nove pódios, três pole positions e duas voltas mais rápidas. Estes resultados foram reforçados pelo terceiro lugar da Mahindra Racing na classificação final do Campeonato de Equipes.
Rosenqvist e Heidfeld permaneceram na equipe para a disputa da temporada de 2017–18, pilotando o M4Electro para mais duas vitórias, em Hong Kong e Marraquexe, e três pole positions. Depois de um início de temporada forte e encorajador, a equipe terminou em quarto lugar na classificação geral no Campeonato de Equipes, com Rosenqvist se mantendo na disputa pelo título do Campeonato de Pilotos durante grande parte desta temporada.
O chefe da equipe, Dilbagh Gill, deixou a equipe em setembro de 2022, entrando em um período de licença. Ele foi substituído por Frédéric Bertrand.
Em julho de 2022, a Mahindra Racing assinou um contrato de múltiplos anos para fornecer trens de força para a equipe ABT CUPRA a partir da temporada de 2022–23. Porém, em janeiro de 2024, a ABT e a Mahindra confirmaram a rescisão do contrato de fornecimento para a temporada de 2024–25 da Fórmula E, assim a ABT deixou de utilizar os trens de força da Mahindra após duas temporadas.

## Resultados

### Fórmula E
(legenda) (resultados em negrito indicam pole position; resultados em itálico indicam volta mais rápida)
| Ano     | Nome                           | Chassi        | Trem de força       | Pneu | N.° | Piloto            | 1   | 2   | 3   | 4   | 5    | 6   | 7   | 8   | 9   | 10  | 11  | 12  | 13  | 14  | 15  | 16  | 17 | Pontos da Equipe | Pos. da Equipe |
| ------- | ------------------------------ | ------------- | ------------------- | ---- | --- | ----------------- | --- | --- | --- | --- | ---- | --- | --- | --- | --- | --- | --- | --- | --- | --- | --- | --- | -- | ---------------- | -------------- |
| 2014–15 | Mahindra Racing Formula E Team | Spark SRT01-e | SRT01-e             | M    |     |                   | PEQ | PUT | PDE | BNA | MIA  | LBH | MON | BER | MSC | LON | LON |     |     |     |     |     |    | 58               | 8°             |
| 2014–15 | Mahindra Racing Formula E Team | Spark SRT01-e | SRT01-e             | M    | 5   | Karun Chandhok    | 5   | 6   | 13  | Ret | 14   | 12  | 13  | 18  | 12  | 12  | 13  |     |     |     |     |     |    | 58               | 8°             |
| 2014–15 | Mahindra Racing Formula E Team | Spark SRT01-e | SRT01-e             | M    | 21  | Bruno Senna       | Ret | 14† | 6   | 5   | Ret  | 5   | Ret | 17  | 16  | 16  | 4   |     |     |     |     |     |    | 58               | 8°             |
| 2015–16 | Mahindra Racing Formula E Team | Spark SRT01-e | Mahindra M2ELECTRO  | M    |     |                   | PEQ | PUT | PDE | BNA | MEX  | LBH | PAR | BER | LON | LON |     |     |     |     |     |     |    | 105              | 5°             |
| 2015–16 | Mahindra Racing Formula E Team | Spark SRT01-e | Mahindra M2ELECTRO  | M    | 21  | Bruno Senna       | 13  | 5   | Ret | 10  | 10   | 5   | 9   | 15  | 2   | 6   |     |     |     |     |     |     |    | 105              | 5°             |
| 2015–16 | Mahindra Racing Formula E Team | Spark SRT01-e | Mahindra M2ELECTRO  | M    | 23  | Nick Heidfeld     | 3   | 9   |     | 7   | 8    | 4   | 12  | 7   | 13  | 7   |     |     |     |     |     |     |    | 105              | 5°             |
| 2015–16 | Mahindra Racing Formula E Team | Spark SRT01-e | Mahindra M2ELECTRO  | M    | 23  | Oliver Rowland    |     |     | 13  |     |      |     |     |     |     |     |     |     |     |     |     |     |    | 105              | 5°             |
| 2016–17 | Mahindra Racing                | Spark SRT01-e | Mahindra M3Electro  | M    |     |                   | HKG | MAR | BNA | MEX | MON  | PAR | BER | BER | NIQ | NIQ | MTR | MTR |     |     |     |     |    | 215              | 3°             |
| 2016–17 | Mahindra Racing                | Spark SRT01-e | Mahindra M3Electro  | M    | 19  | Felix Rosenqvist  | 15  | 3   | 18  | 16  | 6    | 4   | 1   | 2   | 15  | 2   | 9   | 2   |     |     |     |     |    | 215              | 3°             |
| 2016–17 | Mahindra Racing                | Spark SRT01-e | Mahindra M3Electro  | M    | 23  | Nick Heidfeld     | 3   | 9   | 15  | 12  | 3    | 3   | 3   | 10  | 16  | 3   | Ret | 5   |     |     |     |     |    | 215              | 3°             |
| 2017–18 | Mahindra Racing                | Spark SRT01-e | Mahindra M4Electro  | M    |     |                   | HKG | HKG | MAR | SAN | MEX  | PDE | ROM | PAR | BER | ZUR | NIQ | NIQ |     |     |     |     |    | 138              | 4°             |
| 2017–18 | Mahindra Racing                | Spark SRT01-e | Mahindra M4Electro  | M    | 19  | Felix Rosenqvist  | 14  | 1   | 1   | 4   | Ret  | 5   | Ret | 8   | 11  | 15  | 14  | 5   |     |     |     |     |    | 138              | 4°             |
| 2017–18 | Mahindra Racing                | Spark SRT01-e | Mahindra M4Electro  | M    | 23  | Nick Heidfeld     | 3   | 16  | 7   | Ret | Ret  | Ret | 16  | 11  | 10  | 6   | 6   | 8   |     |     |     |     |    | 138              | 4°             |
| 2018–19 | Mahindra Racing                | Spark SRT05e  | Mahindra M5Electro  | M    |     |                   | DAR | MAR | SAN | MEX | HKG  | SNY | ROM | PAR | MON | BER | SUI | NIQ | NIQ |     |     |     |    | 125              | 6°             |
| 2018–19 | Mahindra Racing                | Spark SRT05e  | Mahindra M5Electro  | M    | 64  | Jérôme d'Ambrosio | 3   | 1   | 10  | 4   | Ret  | 6   | 8   | 17† | 11  | 17  | 13  | 9   | 11  |     |     |     |    | 125              | 6°             |
| 2018–19 | Mahindra Racing                | Spark SRT05e  | Mahindra M5Electro  | M    | 94  | Felix Rosenqvist  | Ret |     |     |     |      |     |     |     |     |     |     |     |     |     |     |     |    | 125              | 6°             |
| 2018–19 | Mahindra Racing                | Spark SRT05e  | Mahindra M5Electro  | M    | 94  | Pascal Wehrlein   |     | Ret | 2   | 6   | Ret  | 7   | 10  | 10  | 4   | 10  | Ret | 7   | 12  |     |     |     |    | 125              | 6°             |
| 2019–20 | Mahindra Racing                | Spark SRT05e  | Mahindra M6Electro  | M    |     |                   | DAR | DAR | SAN | MEX | MAR  | BER | BER | BER | BER | BER | BER |     |     |     |     |     |    | 49               | 9°             |
| 2019–20 | Mahindra Racing                | Spark SRT05e  | Mahindra M6Electro  | M    | 64  | Jérôme d'Ambrosio | 9   | NL  | NC  | 10  | 13   | 5   | DSQ | 7   | 15  | 16  | 18  |     |     |     |     |     |    | 49               | 9°             |
| 2019–20 | Mahindra Racing                | Spark SRT05e  | Mahindra M6Electro  | M    | 94  | Pascal Wehrlein   | 11  | 15  | 4   | 9   | 22   |     |     |     |     |     |     |     |     |     |     |     |    | 49               | 9°             |
| 2019–20 | Mahindra Racing                | Spark SRT05e  | Mahindra M6Electro  | M    | 94  | Alex Lynn         |     |     |     |     |      | 12  | 11  | 17  | 9   | 5   | 8   |     |     |     |     |     |    | 49               | 9°             |
| 2020–21 | Mahindra Racing                | Spark SRT05e  | Mahindra M7Electro  | M    |     |                   | DAR | DAR | ROM | ROM | VAL  | VAL | MON | PUE | PUE | NIO | NIO | LON | LON | BER | BER |     |    | 132              | 9°             |
| 2020–21 | Mahindra Racing                | Spark SRT05e  | Mahindra M7Electro  | M    | 29  | Alexander Sims    | 7   | 15  | Ret | 2   | DSQ  | 23  | Ret | 4   | 14  | Ret | 6   | Ret | 16  | 17  | 5   |     |    | 132              | 9°             |
| 2020–21 | Mahindra Racing                | Spark SRT05e  | Mahindra M7Electro  | M    | 94  | Alex Lynn         | Ret | Ret | 8   | 17  | DSQG | 3F  | 9   | 10  | 6   | 11  | 9   | 3   | 1G  | 20  | 13  |     |    | 132              | 9°             |
| 2021–22 | Mahindra Racing                | Spark SRT05e  | Mahindra M8Electro  | M    |     |                   | DAR | DAR | MEX | ROM | ROM  | MON | BER | BER | JAC | MAR | NIO | NIO | LON | LON | SEU | SEU |    | 46               | 8°             |
| 2021–22 | Mahindra Racing                | Spark SRT05e  | Mahindra M8Electro  | M    | 29  | Alexander Sims    | 14  | Ret | Ret | 12  | Ret  | 11  | 9   | 18  | 15  | 14  | 14  | 4   | 13  | 11  | Ret | 12  |    | 46               | 8°             |
| 2021–22 | Mahindra Racing                | Spark SRT05e  | Mahindra M8Electro  | M    | 30  | Oliver Rowland    | Ret | 8   | 16  | Ret | Ret  | Ret | 11  | 7   | Ret | 10  | 13  | 14  | Ret | Ret | 2P  | Ret |    | 46               | 8°             |
| 2022–23 | Mahindra Racing                | Spark Gen3    | Mahindra M9Electro  | H    |     |                   | MEX | DAR | DAR | HAI | CCB  | SPL | BER | BER | MON | JAC | JAC | PRT | ROM | ROM | LON | LON |    | 41               | 10°            |
| 2022–23 | Mahindra Racing                | Spark Gen3    | Mahindra M9Electro  | H    | 8   | Oliver Rowland    | 13  | 19  | Ret | 6   | WD   | 15  | 10  | 14  | Ret |     |     |     |     |     |     |     |    | 41               | 10°            |
| 2022–23 | Mahindra Racing                | Spark Gen3    | Mahindra M9Electro  | H    | 8   | Roberto Merhi     |     |     |     |     |      |     |     |     |     | 18  | 17  | Ret | 12  | Ret | 15  | 20  |    | 41               | 10°            |
| 2022–23 | Mahindra Racing                | Spark Gen3    | Mahindra M9Electro  | H    | 11  | Lucas di Grassi   | 3   | 13  | 15  | 14  | WD   | 13  | 11  | 12  | 12  | 14  | 14  | 7   | Ret | Ret | 6   | 18  |    | 41               | 10°            |
| 2023–24 | Mahindra Racing                | Spark Gen3    | Mahindra M10Electro | H    |     |                   | MEX | DAR | DAR | SPL | TOQ  | MIS | MIS | MON | BER | BER | XAN | XAN | PRT | PRT | LON | LON |    | 47               | 10°            |
| 2023–24 | Mahindra Racing                | Spark Gen3    | Mahindra M10Electro | H    | 21  | Nyck de Vries     | 15  | 17  | 15  | 14  | Ret  | 14  | 15  | 12  |     |     | 7   | 16  | 12  | Ret | 4   | 16  |    | 47               | 10°            |
| 2023–24 | Mahindra Racing                | Spark Gen3    | Mahindra M10Electro | H    | 21  | Jordan King       |     |     |     |     |      |     |     |     | 12  | 18  |     |     |     |     |     |     |    | 47               | 10°            |
| 2023–24 | Mahindra Racing                | Spark Gen3    | Mahindra M10Electro | H    | 48  | Edoardo Mortara   | 13  | 15  | 11  | 12  | DSQ  | Ret | 13  | Ret | 8   | 16  | Ret | 13  | 4   | Ret | 5   | Ret |    | 47               | 10°            |
| 2024–25 | Mahindra Racing                | Spark Gen3    | Mahindra M11Electro | H    |     |                   | SPL | MEX | GID | GID | MIA  | MON | MON | TOQ | TOQ | XAN | XAN | JAC | BER | BER | LON | LON |    | 0*               | º*             |
| 2024–25 | Mahindra Racing                | Spark Gen3    | Mahindra M11Electro | H    | 21  | Nyck de Vries     |     |     |     |     |      |     |     |     |     |     |     |     |     |     |     |     |    | 0*               | º*             |
| 2024–25 | Mahindra Racing                | Spark Gen3    | Mahindra M11Electro | H    | 48  | Edoardo Mortara   |     |     |     |     |      |     |     |     |     |     |     |     |     |     |     |     |    | 0*               | º*             |

Notas
* Temporada ainda em andamento.
† – Não completaram a prova, mas foram classificados pois concluíram 90% da prova.
G – Volta mais rápida na fase de grupos da classificação.

### Outras equipes fornecidas pela Mahindra
| Ano     | Equipe                   | Chassi     | Trem de força       | Pneu | N.° | Pilotos              | Ponto | Pos. | Fonte  |
| ------- | ------------------------ | ---------- | ------------------- | ---- | --- | -------------------- | ----- | ---- | ------ |
| 2022–23 | ABT CUPRA Formula E Team | Spark Gen3 | Mahindra M9Electro  | H    | 4   | Robin Frijns         | 21    | 11°  | [ 13 ] |
| 2022–23 | ABT CUPRA Formula E Team | Spark Gen3 | Mahindra M9Electro  | H    | 4   | Kelvin van der Linde | 21    | 11°  | [ 13 ] |
| 2022–23 | ABT CUPRA Formula E Team | Spark Gen3 | Mahindra M9Electro  | H    | 51  | Nico Müller          | 21    | 11°  | [ 13 ] |
| 2023–24 | ABT CUPRA Formula E Team | Spark Gen3 | Mahindra M10Electro | H    | 11  | Lucas Di Grassi      | 56    | 9°   | [ 13 ] |
| 2023–24 | ABT CUPRA Formula E Team | Spark Gen3 | Mahindra M10Electro | H    | 51  | Nico Müller          | 56    | 9°   | [ 13 ] |
| 2023–24 | ABT CUPRA Formula E Team | Spark Gen3 | Mahindra M10Electro | H    | 51  | Kelvin van der Linde | 56    | 9°   | [ 13 ] |